# Anne of Green Gables: A New Beginning
Anne of Green Gables: A New Beginning is een televisiefilm uit 2008 onder regie van Kevin Sullivan. De film heeft losjes inspiratie gehaald uit het boek Anne van het Groene Huis van Lucy Maud Montgomery, maar dient voornamelijk als opvolger van de televisiefilm Anne of Green Gables: The Continuing Story (2000).

## Verhaal
Anne Shirley is inmiddels een vrouw van middelbare leeftijd. Ze wordt constant achterna gezeten door haar duistere verleden. Zo is haar echtgenoot Gilbert in het buitenland omgekomen gedurende de Tweede Wereldoorlog. Ze heeft ook nauwelijks contact met haar twee dochters, die het te druk hebben met hun eigen levens. Daarnaast vreest ze elke dag voor het welzijn van haar adoptieve zoon Dominic, die als soldaat vecht in de oorlog.
Daarnaast heeft ze nog altijd moeite met het verwerken van haar moeizame jeugd. In flashbacks wordt haar jeugd beschreven bij het Groene Huis. Als ze eenmaal ontdekt dat ze ergens biologische ouders heeft, begint ze een zoektocht naar haar vader. Deze reis wordt gepaard met gevaar, onzekerheid, gebroken harten en vreugde.

## Rolbezetting
| Acteur                  | Personage     | Opmerkingen         |
| ----------------------- | ------------- | ------------------- |
| Barbara Hershey         | Anne Shirley  | Middelbare leeftijd |
| Hannah Endicott-Douglas | Anne Shirley  | Als kind            |
| Shirley MacLaine        | Amelia Thomas |                     |
| Rachel Blanchard        | Louisa Thomas |                     |
| Jayne Eastwood          | Mrs. Hammond  |                     |